# Monotrema xyridoides
Monotrema xyridoides är en gräsväxtart som beskrevs av Henry Allan Gleason. Monotrema xyridoides ingår i släktet Monotrema och familjen Rapateaceae. Inga underarter finns listade i Catalogue of Life.